# Савали
Савали (пол. Sawały) — село в Польщі, у гміні Трошин Остроленцького повіту Мазовецького воєводства.
Населення — 40 осіб (2011).
У 1975-1998 роках село належало до Остроленцького воєводства.

## Демографія
Демографічна структура станом на 31 березня 2011 року:
|          | Загалом | Допрацездатний вік | Працездатний вік | Постпрацездатний вік |
| -------- | ------- | ------------------ | ---------------- | -------------------- |
| Чоловіки | 21      | 3                  | 14               | 4                    |
| Жінки    | 19      | 2                  | 12               | 5                    |
| Разом    | 40      | 5                  | 26               | 9                    |